# Star Command (jeu vidéo, 2013)
Pour les articles homonymes, voir Star Command (homonymie).
Star Command est un jeu vidéo développé pour iOS initialement, Android, et éventuellement pour PC. Il s'agit d'un jeu de simulation d'exploration spatiale et de combat, où les joueurs incarnent le capitaine d'un vaisseau spatial chargé d'explorer la galaxie et de défendre son équipage contre des extraterrestres hostiles.
Les développeurs du jeu ont lancé avec succès une campagne Kickstarter pour financer l'achèvement du jeu, initialement prévu pour décembre 2011. Des difficultés majeures sont apparues pour respecter les délais, le jeu étant plus complexe à créer que prévu, et le financement s'est épuisé. Un deuxième Kickstarter, bien plus important, a été réalisé en 2012, et le jeu est sorti sur iOS le 2 mai 2013. La version Android a été publiée, faisant ses débuts dans le Humble Mobile Bundle 2 le 25 septembre 2013, et les versions PC et Macintosh seront publiées par la suite. 

## Gameplay
Le jeu est un jeu de simulation dans lequel les joueurs contrôlent un équipage à l'intérieur de leur vaisseau spatial. L'équipage peut être agrandi en engageant de nouveaux membres pour remplir différentes fonctions spécialisées, comme les scientifiques et la sécurité, et ils peuvent également être promus à des rangs supérieurs,. Les différents systèmes du vaisseau sont également améliorables. Les membres de l'équipage meurent définitivement lorsqu'ils sont tués. Les joueurs commencent le jeu en difficulté "Débutant", avec un tutoriel optionnel, et après avoir terminé, ils peuvent choisir entre les niveaux de difficulté "Normal", "Difficile" et "Trou noir".

## Histoire
Les joueurs sont des membres de Star Command, une organisation interplanétaire humanoïde chargée de protéger la race humaine et d'explorer l'univers. Le joueur commence dans le système solaire, rencontrant d'abord une race extraterrestre hostile, les Antoriens, puis aidant une race extraterrestre amicale. Cependant, le joueur est contraint de s'échapper du système Sol en raison de fausses accusations selon lesquelles le vaisseau du joueur aurait détruit un vaisseau de Star Command. Tout en explorant une galaxie lointaine et en rencontrant de nombreuses autres races, les Antoriens déciment la flotte de Star Command jusqu'à ce que le joueur revienne pour vaincre les envahisseurs Antoriens. Les Antoriens révèlent également que leur plan était de faire accuser le joueur de la destruction du vaisseau ami. 

## Développement
Lorsque le jeu a été révélé pour la première fois en mars 2011, ils l'ont décrit comme un croisement entre Star Trek et Game Dev Story. Une campagne Kickstarter a été lancée en octobre 2011 et a été couronnée de succès, recevant plus de mille contributeurs et recueillant 43 000 $, dépassant leur objectif de 20 000 $,. Le jeu devait initialement sortir en décembre 2011. En décembre 2011, le développeur Jordon Coombs a déclaré que la phase Alpha devrait être terminée ce mois-ci, que les musiciens du jeu avaient été engagés et que la sortie était prévue pour 2012. Des difficultés financières ont suivi, car l'argent collecté ne s'élevait qu'à 6 000 $ pour le projet, et 4 000 $ après impôts. Plus tard, le jeu a été annoncé dans une interview comme devant sortir à l'été 2012. Les développeurs du jeu s'attendaient à ce que la réalisation du jeu prenne six mois, comme pour les autres jeux mobiles, mais la complexité du jeu a considérablement augmenté le temps nécessaire. Le jeu a ensuite été présenté en avant-première avec une démo jouable du combat du jeu à la PAX East en mars 2012. Une deuxième campagne Kickstarter a été lancée pour fournir des fonds afin de terminer la version mobile du jeu et de créer une version PC et Macintosh. Cela a provoqué la confusion et la colère de nombreux fans, se demandant pourquoi les développeurs voulaient plus d'argent alors qu'ils n'avaient pas encore terminé la version originale promise. Une avant-première de treize minutes a été publiée en octobre 2012. Début avril 2013, les développeurs ont présenté des excuses pour les nombreuses dates de sortie manquées du jeu. La version PC du jeu servira de banc d'essai pour le jeu, et les fonctionnalités ajoutées et testées là-bas seront ajoutées aux versions mobiles par la suite.

## Accueil

### Avant la sortie
En 2011, IGN a cité Star Command comme l'un de ses titres iOS à surveiller, et en 2012 comme l'un des 20 jeux les plus attendus de 2012,.
Le site d'information sur les jeux vidéo Polygon a joué à la bêta du jeu et a noté ses charmants graphismes rétro et son gameplay amusant, ainsi que le manque de choix et de conséquences dans la narration. The Guardian l'a choisi comme l'une de ses meilleures sorties hebdomadaires d'applications IOS, et a déclaré que bien qu'il soit très difficile, il est à la hauteur de l'engouement qu'il avait suscité avant sa sortie.

### Ventes et réactions
Le jeu a été le "choix de la semaine" de la rédaction sur l'App Store américain pour iPhone, et a culminé au numéro 2 des meilleures ventes d'applications pour iPhone, et au numéro 35 des meilleures ventes d'applications pour iPad le 2 mai 2013.
Kotaku a dit que c'était un "grand jeu", mais a mentionné que les aspects d'exploration et de diplomatie du jeu, qui ont été initialement présentés en 2011 et que les développeurs disent être à venir, ont été manqués. Gamezebo a également manqué les fonctionnalités promises, mais a estimé que le jeu était « drôle, frénétique et dégoulinant de style ». IGN a qualifié le jeu de "Okay", louant le style et la musique du jeu, mais a qualifié le jeu de répétitif et manquant de profondeur.
Mark Hattersey's de MacUser (en) a déclaré que les origines du jeu sur le site de financement social Kickstarter sont « en fin de compte beaucoup plus intéressantes que le jeu lui-même », que « la construction et la gestion et les batailles de mini-jeux sont toutes bien (bien que basiques) » mais que le combat est "terrible" et "laborieux". La critique - qui donne au jeu trois sur cinq - note également qu'un certain nombre de "fonctionnalités promises" ne sont pas présentes, notamment la diplomatie, la recherche et l'exploration : « Ce doit être le seul jeu Star Trek jamais conçu où vos personnages ne peuvent pas se téléporter sur une planète étrangère ». 